# Затейкин, Леонид Алексеевич
Леонид Алексеевич Затейкин (5 мая 1934, Марёвский район, Ленинградская область — 7 декабря 2015) — советский хозяйственный, государственный и политический деятель, Герой Социалистического Труда.

## Биография
Родился в 1934 году в деревне Луг Молвотицкого (ныне Марёвского) района Ленинградской (ныне Новгородской) области. Член КПСС.
С 1946 года — на хозяйственной, общественной и политической работе. В 1946—1994 гг. — в колхозе «Красный Луг» Молвотицкого района Новгородской области, слушатель курсов трактористов при Молвотицкой МТС, тракторист колхоза «Победа» в деревне Луг, учащийся школы механизации сельского хозяйства в городе Боровичи Новгородской области, тракторист, комбайнёр колхоза имени Кирова, тракторист совхоза «Каменский» Марёвского района, тракторист совхоза «Липьевский» Марёвского района.
Указом Президиума Верховного Совета СССР от 8 апреля 1971 года присвоено звание Героя Социалистического Труда с вручением ордена Ленина и золотой медали «Серп и Молот».
Избирался депутатом Верховного Совета РСФСР 8-го созыва.
Умер в 2015 году.